# Rafaelillo
Rafael Rubio Luján, dit « Rafaelillo », né le 16 juillet 1979 à Murcie (Espagne), est un matador espagnol, spécialisé dans les élevages « durs ».

## Carrière
- Débuts en novillada avec picadors : Nîmes (France, département du Gard) le 26 février 1995 aux côtés de José Tomás et « Luisito ». Novillos de la ganadería de Sanchez Arjona.
- Alternative : Murcie le 14 septembre 1996. Parrain, Enrique Ponce ; témoin, Francisco Rivera Ordóñez. Taureaux de la ganadería de Salvador Domecq.
- Confirmation d’alternative à Madrid : 27 juillet 2003. Parrain, Alberto Ramírez ; témoin, Domingo López Cháves. Taureaux de la ganadería de El Jaral de la Mira.